# Debreuil
Debreuil ist eine Siedlung im Quarter (Distrikt) Choiseul im Süden des Inselstaates St. Lucia in der Karibik. 2015 hatte der Ort 276 Einwohner.

## Geographie
Die Siedlung liegt im Süden der Insel am Doree River und an der Grenze zum Parish Laborie im Osten. Im Umkreis liegen die Siedlungen Roblot (NW), Lamaze (N), Parc Estate (NO), Gayabois (O), River Doree (S) La Fargue und Sauzay (SW), sowie Dugard, Dupre und Caffiere (W).
| Roblot                | Lamaze                                      | Parc Estate         |
| Dugard Dupre Caffiere | Kompassrose, die auf Nachbargemeinden zeigt | Gayabois            |
| Sauzay La Fargue      | River Doree                                 | Morne Lezard Estate |

## Klima
Nach dem Köppen-Geiger-System zeichnet sich Debreuil durch ein tropisches Klima mit der Kurzbezeichnung Af aus.